# Camponotus discolor
Camponotus discolor é uma espécie de inseto do gênero Camponotus, pertencente à família Formicidae.